# Tour du Danemark 2004
La 14e édition du Tour du Danemark s'est déroulée du 4 au 8 août 2004 en 6 étapes. Kurt Asle Arvesen (Team CSC) s'y impose et concrétise la domination du Team CSC chez elle qui occupe les deux premières places du classement général et la quatrième.

## Classement
|     | Cycliste          | Pays      | Équipe          |   | Temps            |
| --- | ----------------- | --------- | --------------- | - | ---------------- |
| 1.  | Kurt Asle Arvesen | Norvège   | Team CSC        |   | 19 h 49 min 14 s |
| 2.  | Jens Voigt        | Allemagne | Team CSC        | + | 2 s              |
| 3.  | Stuart O'Grady    | Australie | Cofidis         |   | 49 s             |
| 4.  | Brian Vandborg    | Danemark  | Team CSC        |   | 59 s             |
| 5.  | Max van Heeswijk  | Pays-Bas  | US Postal       |   | 1 min 07 s       |
| DSQ | Michael Barry     | Canada    | US Postal       |   | 1 min 08 s       |
| 7.  | Joost Posthuma    | Pays-Bas  | Rabobank        |   | 1 min 14 s       |
| 8.  | Ellis Rastelli    | Italie    | Alessio-Bianchi |   | 1 min 35 s       |
| 9.  | Lars Ytting Bak   | Danemark  | Bankgiroloterij |   | 1 min 37 s       |
| 10. | Víctor Hugo Peña  | Colombie  | US Postal       |   | 1 min 45 s       |

## Étapes
| Détail    | Date   | Villes étapes           | km  | Vainqueur d'étape | Leader du classement général |
| 1re étape | 4 août | Aabenraa - Esbjerg      | 150 | Stuart O'Grady    | Stuart O'Grady               |
| 2e étape  | 5 août | Varde - Århus           | 190 | Fabrizio Guidi    | Fabrizio Guidi               |
| 3e étape  | 6 août | Århus - Vejle           | 120 | Janek Tombak      | Janek Tombak                 |
| 4e étape  | 6 août | Fredericia CLM Ind      | 12  | Jens Voigt        | Kurt Asle Arvesen            |
| 5e étape  | 7 août | Odense - Roskilde       | 190 | Tomas Vaitkus     | Kurt Asle Arvesen            |
| 6e étape  | 7 août | Tastrup - Frederiksberg | 155 | Jimmy Casper      | Kurt Asle Arvesen            |